# Gil Gelpí y Ferro
Gil Gelpí y Ferro (Tosa de Mar, 1822-La Habana, 1887) fue un escritor, periodista y marino español, activo en Cuba.

## Biografía
Nació en la localidad gerundense de Tosa de Mar en 1822. Dirigió en Madrid y en La Habana los periódicos La Constancia Española, La Prensa de la Habana y El Mentor. Fallecido el 26 de mayo de 1887 en La Habana, fue autor de algunas obras de carácter histórico y político, como Escenas de la revolución hispano-americana (1860), Estudios sobre la América (1864), Álbum histórico, fotográfico de la guerra de Cuba, desde su principio hasta el reinado de D. Amadeo I (1872) e Historia de la revolución y guerra de Cuba (1888). Ha sido descrito en el contexto cubano como un «defensor del españolismo conservador».